# RTL Passion
RTL Passion est une chaîne de télévision thématique privée lancée le 27 novembre 2006 en Allemagne par RTL Deutschland et déclinée le 12 mars 2015 en Croatie par RTL Hrvatska.

## Histoire de la chaîne
Passion est une des trois chaînes thématiques de télévision lancées par RTL Deutschland le 27 novembre 2006 dans le cadre de son bouquet de chaînes en numérique. Elle cible un public plus féminin en proposant de nombreuses telenovelas, des séries et des feuilletons romantiques. Depuis 2015, elle est renommée RTL Passion.
Comme beaucoup des chaînes éditées par RTL Deutschland, RTL Passion a été déclinée en version croate par RTL Hrvatska le 12 mars 2015.

## Logos
Depuis le 17 avril 2015, Passion a un nouveau logo.

Logo de Passion HD du 27 novembre 2006 au 17 avril 2015
Logo de Passion de 2015 à 2015
Logo de Passion HD de 2015 à 2015
Logo de RTL Passion de 2015 au 14 septembre 2021 (Allemagne)
Logo de RTL Passion HD de 2015 au 14 septembre 2021
Logo de RTL Passion à partir de 15 septembre 2021

## Organisation

### Dirigeants
En Allemagne :
Directeurs généraux :
- Gerhard Zeiler : 27/11/2006 - 7/11/2007
- Anke Schäferkordt : depuis le 7/11/2007

En Croatie :
Président Directeur général :
- Christoph Mainusch

Directeur des programmes :
- Eckhard Stressig

### Capital
Le capital de Passion TV GmbH est détenu à 100 % par RTL Deutschland GmbH, filiale à 100 % de CLT-UFA S.A.
En Croatie, RTL Passion est détenue à 100 % par RTL Hrvatska, filiale de Central European Media Enterprises.

### Siège
L'entreprise a son siège à Cologne-Deutz pour la version allemande et à Zagreb pour la version croate.

## Programme
Le programme est organisé à l'heure actuelle sur la base des certificats délivrés par RTL World (Bouquets TV par RTL Television GmbH), cependant, l'organisateur est Passion TV GmbH. Une demande de licence correspondante a été approuvée par la Commission sur la concentration dans les médias allemands.

### Séries
La chaîne diffuse des séries du groupe UFA.
- Alles was zählt
- Alle zusammen – jeder für sich
- Azul - Paradies in Gefahr
- Call the Midwife – Ruf des Lebens
- The Client List
- Die Chaosfamilie
- Dallas
- Ewige Schuld
- Falcon Crest
- Glee
- Au rythme de la vie (Gute Zeiten, schlechte Zeiten)
- Heartland - Paradies für Pferde
- Hinter Gittern – Der Frauenknast
- Marimar
- Once Upon a Time – Es war einmal…
- OP ruft Dr. Bruckner – Die besten Ärzte Deutschlands
- Rubí – Bezauberndes Biest
- Ruf des Herzens
- Secret Diary of a Call Girl
- St. Tropez (Sous le soleil)
- Titans – Dynastie der Intrigen
- Traumhochzeit
- Unter uns
- Verbotene Liebe («Classiques»)
- Vicious
- Vom Leben betrogen (Forever)
- Westerdeich
- Matchball
- Dr. Stefan Frank – Der Arzt, dem die Frauen vertrauen
- Salomé
- Die wilde Rose

### Films
- Alice im Wunderland
- Sophie – Sissis kleine Schwester
- Stolz und Vorurteil

## Diffusion
RTL Passion est diffusée sur la télévision numérique terrestre allemande, le câble numérique, la plate-forme payante de télévision par satellite Entavio (Astra) et sur la télévision IP de Vodafone. Depuis le 1er janvier 2008, Passion est également diffusée par Sky dans le cadre du progiciel Sky mondial.